# Friedrich Roder
Johann Friedrich Erhard Roder (* 25. Januar 1834 in Regensburg; † 3. August 1902 in Neupasing) war ein deutscher Verwaltungsjurist.

## Leben
Roder besuchte das humanistische Gymnasium in Regensburg und nahm 1852 das Studium der Rechtswissenschaften an der Ludwig-Maximilians-Universität München auf, wo er Mitglied des Corps Franconia wurde. Nach dem Staatsexamen wurde er Landgerichtsfunktionär in Kempten, dann Akzessist bei der Regierung von Schwaben und Neuburg in Augsburg. 1864 wurde er Bezirksamtsassessor in Schwabach in Mittelfranken. Am 18. August 1879 wurde er zum Bezirksamtmann in Neumarkt in der Oberpfalz ernannt. Im Dezember 1890 erhielt er in dieser Stellung Titel und Rang eines Regierungsrats. Aus gesundheitlichen Gründen nahm er im September 1895 den Abschied. Seinen  Ruhestand verbrachte er in München, ab 1897 in Neupasing, wo er auch starb und seine letzte Ruhestätte fand.

## Auszeichnungen
- Bayerischer Verdienstorden vom Heiligen Michael IV. Klasse